# 单隙蛛
单隙蛛（学名：Coelotes singulatus）为暗蛛科隙蛛属的动物。在中国大陆，分布于湖南等地。该物种的模式产地在湖南城步县南山坪。